# 吉尔吉斯斯坦国旗
吉尔吉斯斯坦國旗（吉尔吉斯语：Кыргыз Республикасынын Мамлекеттик Туусу）啟用於1992年3月3日，并在2023年12月22日作最新修改。
国旗为一面紅地旗幟 （紅色代表和平、開放）。国旗中间為一40道光芒的金黄色太陽，代表由40个部落组合而成的吉尔吉斯族，光芒在正面朝逆時針方向，反面朝順時針方向，太陽中間為每組三條、互相交叉的兩組線條，來自吉尔吉斯當地傳統民居氈房（Tjundjuk）的房頂。
2023年末，吉尔吉斯斯坦议会就将波浪形的太阳光线拉直展开了辩论，因为这种光线被认为与向日葵相似。2023年12月22日吉尔吉斯斯坦将国旗的40道黄色太阳光芒由卷曲状改为放射状。在吉尔吉斯斯坦文化中，向日葵象征着“反复无常、卑躬屈膝、为了个人利益不惜改变效忠对象的人”。该法案于11月29日通过一读，并于12月20日通过二读和三读。12月22日，总统萨德尔·扎帕罗夫签署该法案成为法律。该法律于12月26日正式公布，并于同日生效。

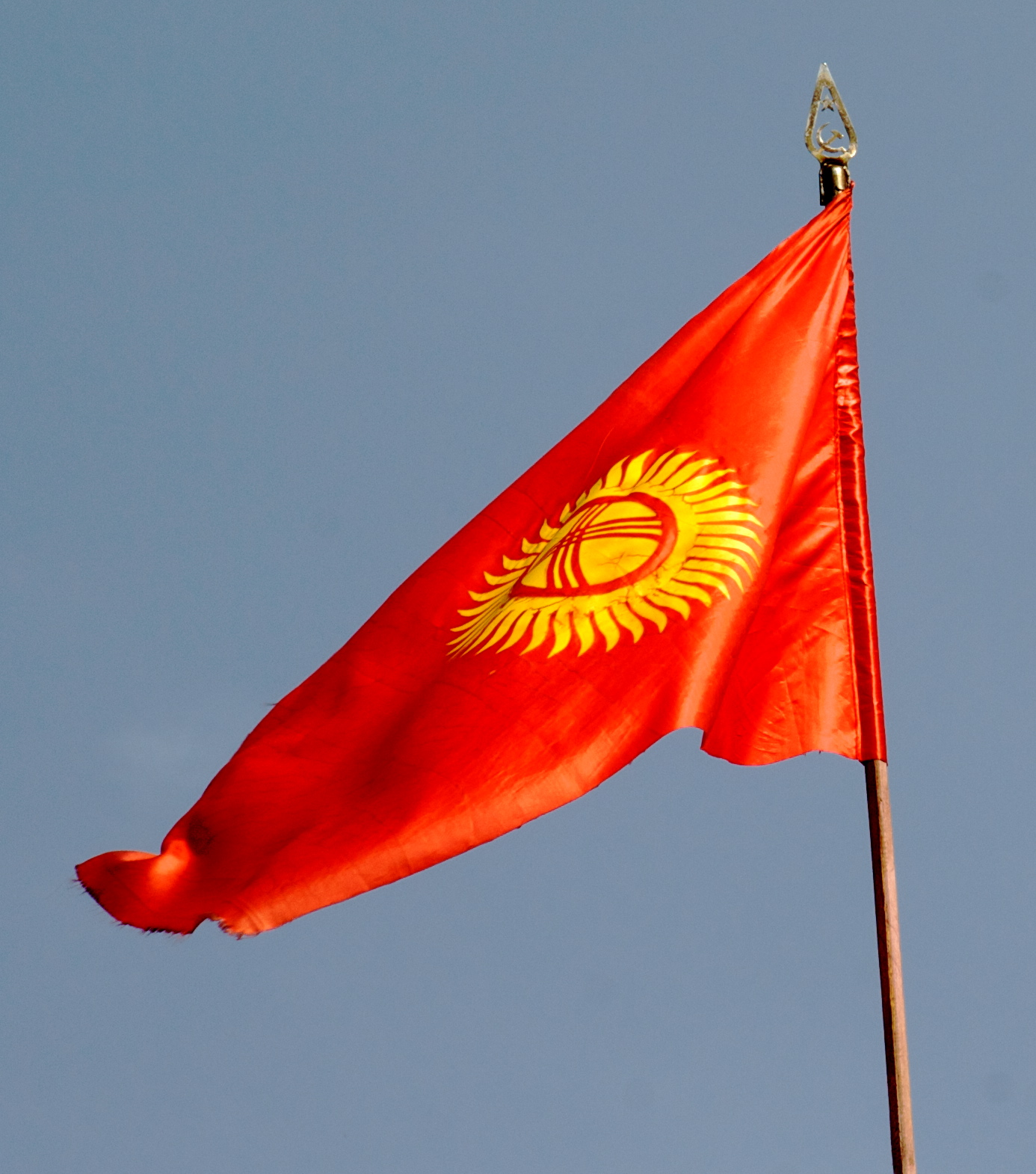
飘扬在奥什的吉尔吉斯国旗 (2008年)

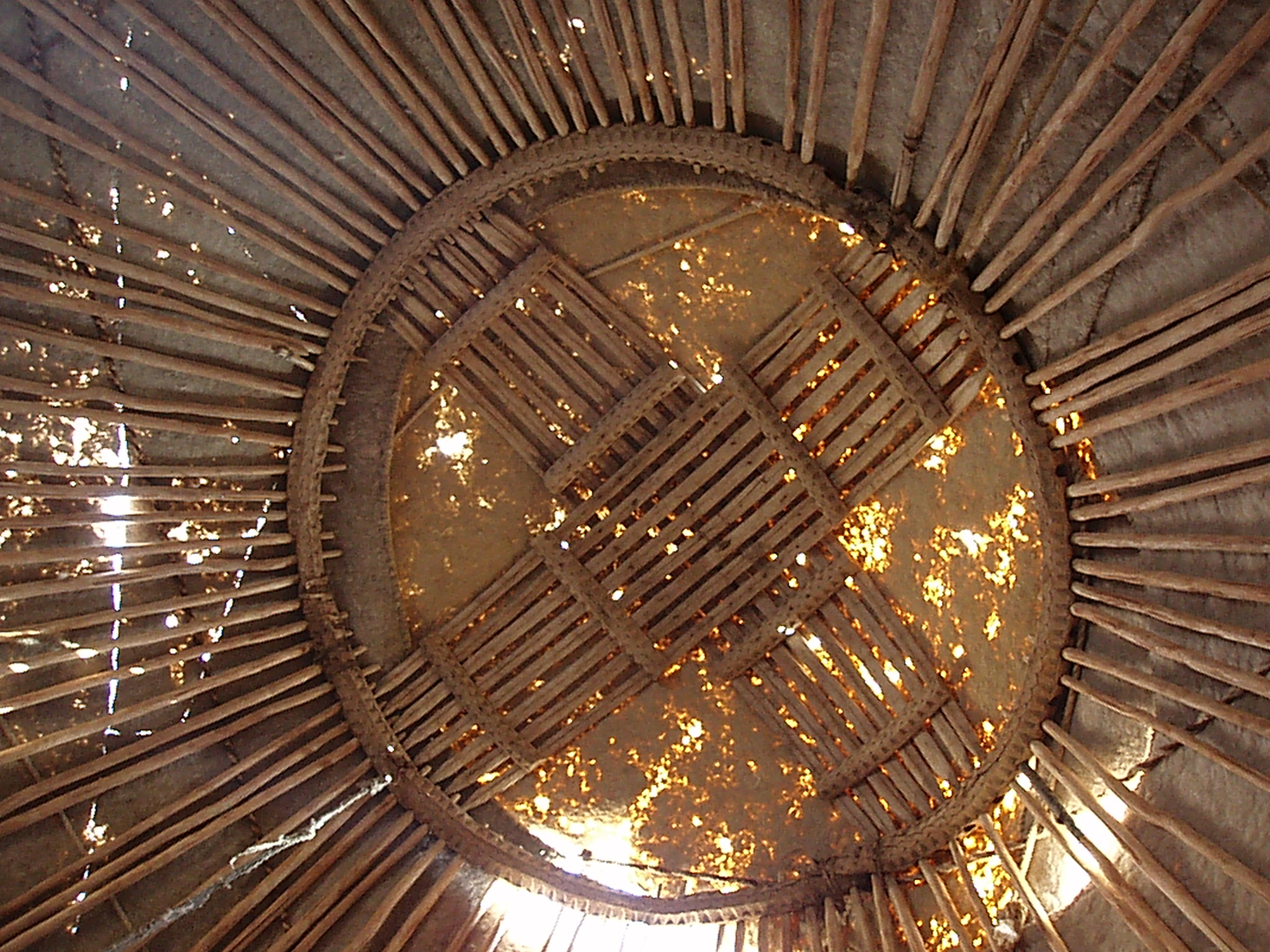
傳統吉尔吉斯族民居氈房（Tjundjuk）的屋顶

## 其他变更建议

2011年提出的“天山之国”旗帜。

2011年，一群活动人士建议将该国重新命名为“天山之国”，并提出了一面描绘白色山脉和淡蓝色天空的新国旗。红旗一直饱受批评。一些人认为，它让人联想起这个国家动荡的历史，而另一些人则认为，它是共产主义在该国残留的痕迹。

## 历史国旗
| 旗帜                     | 时间                 | 使用                                                   | 备注                                                                                                 |
| 苏联时期 (1926–1991)     | 苏联时期 (1926–1991) | 苏联时期 (1926–1991)                                   | 苏联时期 (1926–1991)                                                                                 |
| ------------------------ | -------------------- | ------------------------------------------------------ | --- |
|                          | 1929–1937            | 吉尔吉斯社会主义苏维埃自治共和国期间使用的旗帜         | 旗帜是一面带有锤子和镰刀的红旗，上面有吉尔吉斯苏维埃社会主义自治共和国的双语缩写。                   |
|                          | 1936–1940            | 吉尔吉斯社会主义苏维埃自治共和国期间使用的旗帜         | 没有锤子和镰刀的版本。                                                                               |
|                          | 1940–1952            | 吉尔吉斯苏维埃社会主义共和国期间使用的旗帜             | 这期间使用的是一面带有锤子和镰刀的红旗，上面有吉尔吉斯苏维埃社会主义共和国的双语缩写。               |
|                          | 1952–1991            | 吉尔吉斯苏维埃社会主义共和国期间使用的旗帜             | 一面红旗，上面有金边红星，州内有锤子和镰刀，中间有两条海军蓝色横条和一条白色条纹。                   |
| 苏联解体以后 (1991–至今) |                      |                                                        | |
|                          | 1991–1992            | 独立一年后吉尔吉斯苏维埃社会主义共和国的国旗继续使用。 | 红星、锤子、镰刀彻底取消。                                                                           |
|                          | 1992–2023            | 吉尔吉斯共和国国旗                                     | 以红色为底，中心图案是一个金色的太阳照耀在传统的吉尔吉斯斯坦帐篷顶部，太阳周围共有40道波浪形的射线。 |
|                          | 2023–至今            | 吉尔吉斯共和国国旗                                     | 太阳光线被拉直，以减少其与向日葵的相似之处。旗帜中心格子的孔数也增加了。                             |

## 其他旗帜

吉尔吉斯斯坦边防局旗帜（正面）
吉尔吉斯斯坦边防局旗帜（反向）
吉尔吉斯斯坦武装部队旗帜（吉尔吉斯语）
吉尔吉斯斯坦武装部队旗帜（俄罗斯语）